# Ceratina aloes
Ceratina aloes är en biart som beskrevs av Cockerell 1932. Ceratina aloes ingår i släktet märgbin, och familjen långtungebin. Inga underarter finns listade i Catalogue of Life.